# زوزانا ویودووا
زوزانا ویودووا (چکی: Zuzana Vejvodová؛ زادهٔ ۱۹ سپتامبر ۱۹۸۰) بازیگر اهل جمهوری چک است.
از فیلم‌ها یا مجموعه‌های تلویزیونی که وی در آن‌ها نقش داشته است می‌توان به لحظات دلپذیر و «کُنتس» (۲۰۰۷) اشاره نمود.